# Cordillère Occidentale (Équateur)
Pour les articles homonymes, voir Cordillère Occidentale.
La cordillère Occidentale est une des deux branches de la cordillère des Andes située principalement en Équateur. Dans ce pays, elle se situe entre la cordillère Orientale et la côte Pacifique. Les principaux sommets de la cordillère Occidentale sont le Chimborazo, les Illinizas, le Cotacachi et le Guagua Pichincha.